# Asplenium nidus
Asplenium nidus (укр. Аспленій гніздовий, папороть «пташине гніздо») — вид папоротей роду аспленій (Asplenium). Популярна кімнатна рослина.

## Будова

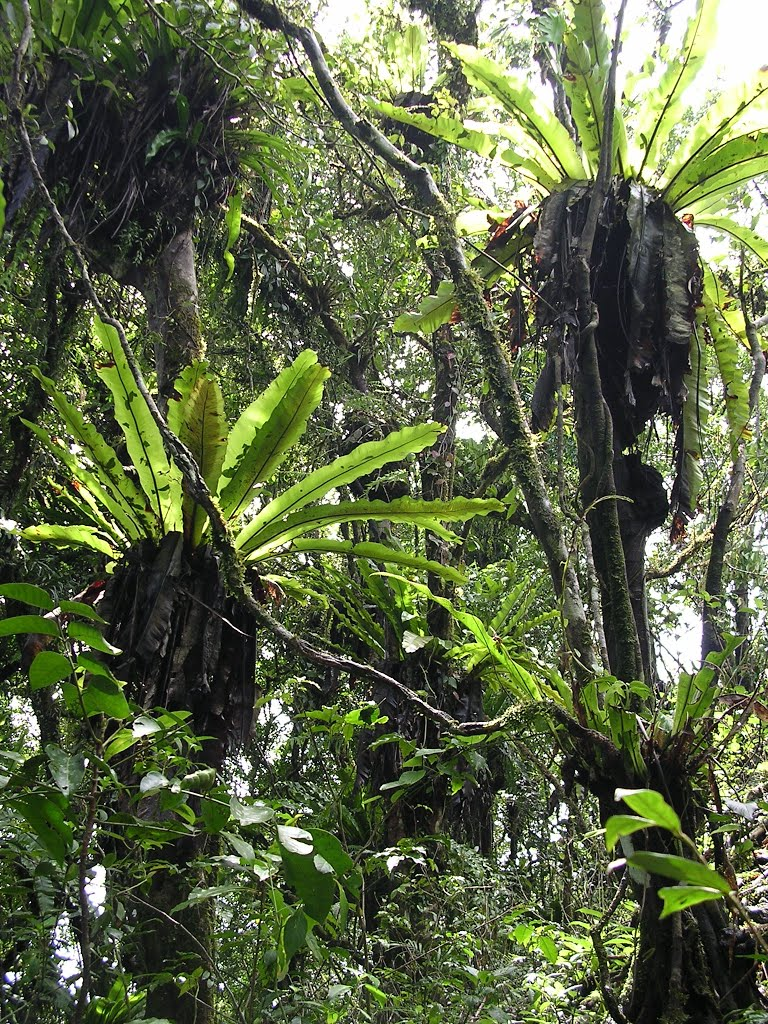
Аспленій гніздовий у природних умовах

Аспленій гніздовий утворює розетку з листя. Світло-зелені листки неподілені суцільні з темно-коричневим осердям, по формі нагадують лезо меча 60-120 см завдовжки і 7-29 см завширшки. Спори з'являються з нижньої сторони листка у вигляді правильних ліній, що відходять під кутом від центральної жилки.

## Поширення та середовище існування
Рослина-епіфіт росте у тропічних лісах на стовбурах дерев. Форма листків дозволяє збирати дощову воду у розетку, де вона потрапляє на коріння. Зустрічається на Гаваях, в Полінезії, Південно-Східній Азії та Африці.

## Практичне використання
Поширена кімнатна рослина.